# Tadayoshi Nagashima
Pour les articles homonymes, voir Nagashima (homonymie).
 (août 2017).
Tadayoshi Nagashima (長島 忠美, Nagashima Tadayoshi), né le 9 janvier 1951 à Yamakoshi dans la préfecture de Niigata et mort le 18 août 2017 à Nagaoka, est un politicien japonais, au service de la chambre des représentants de la Diète (législature nationale) en tant que membre du parti libéral-démocrate.

## Carrière
Né dans le village de Yamakoshi dans la préfecture de Niigata (maintenant une partie de la Nagaoka), Tadayoshi Nagashima a été étudiant à l'université Tōyō.
Il a été maire de sa ville natale de Yamakoshi entre 2000 et 2005, l'année où le village, gravement endommagé par un tremblement de terre en 2004, a fusionné avec la ville de Nagaoka.
Tadayoshi Nagashima a été élu pour la première fois en 2005.
Son profil sur le site internet du LDP : 
- Chef du village de Yamakoshi
- Membre du Comité des affaires diététiques du PLD
- Secrétaire adjoint au directeur du Comité spécial sur les catastrophes du PLD
- Ministre d'État pour la gestion des catastrophes du Shadow Cabinet du PLD
- Vice-président du Comité des affaires judiciaires et des organisations autonomes locales du PLD
- Secrétaire parlementaire de l'agriculture, des forêts et des pêches
- Secrétaire parlementaire pour la reconstruction

## Postes de travail
Nagashima était affilié au lobby ouvertement révisionniste Nippon Kaigi, et un membre des groupes de droite suivants dans la Diète :
- Groupe de discussion de la Diète du Nippon Kaigi (日本会議国会議員懇談会, Nippon kaigi kokkai giin kondankai?)
- Ligue de célébration de la Diète pour le 20e anniversaire de Sa Majesté à l'accession de l'empereur au trône (天皇陛下御即位二十年奉祝国会議員連盟?)
- Conférence des parlementaires sur l'Association Shinto de Leadership Spirituel (神道政治連盟国会議員懇談会, Shinto Seiji Renmei Kokkai Giin Kondankai?, NB : SAS alias Sinseiren, Ligue politique de Shinto)

## Questionnaire Mainichi
Nagashima a donné les réponses suivantes au questionnaire soumis par Mainichi aux parlementaires en 2014 :
- Aucune réponse concernant la révision de l'article 9 de la constitution japonaise
- Aucune réponse concernant le droit de légitime défense collective
- Aucune réponse concernant les centrales nucléaires
- Contre les visites d'un Premier ministre au controversé sanctuaire Yasukuni
- En faveur de la révision de la déclaration Murayama
- Aucune réponse concernant la révision de la déclaration de Kono
- Aucune réponse concernant les lois empêchant le discours de haine
- Aucune réponse concernant la question de savoir si la station aérienne de corps de marine Futenma est un fardeau pour Okinawa
- Aucune réponse concernant la loi sur le secret spécial
- Aucune réponse concernant l'enseignement de la « moralité » à l'école